# 約翰·麥克勞德 (生理學家)
約翰·詹姆士·理察·麥克勞德（英語：John James Richard Macleod，1876年9月6日—1935年3月16日），男，蘇格蘭醫師、生理學家。

## 生平
1923年，麦克劳德與弗雷德里克·格蘭特·班廷因為發現了胰島素而共同獲得諾貝爾生理學或醫學獎。

## 争议
他的獲獎具有爭議性，因為包括班廷在內的許多人，認為他的研究夥伴查爾斯·貝斯特才是研究的主要貢獻者，然而貝斯特卻沒有獲獎。此外，胰島素的發現者也有可能是尼可萊·包勒斯克（Nicolae Paulescu）。